# Jean Passepartout
Jean Passepartout je fiktivní postava románu Julese Verna Cesta kolem světa za osmdesát dní, vydaného v roce 1873. Je francouzským komorníkem hlavního anglického hrdiny románu Philease Fogga. Jeho příjmení je do češtiny překládáno i jako Proklouz, avšak „passepartout“ je také idiom, který ve francouzštině znamená „paklíč“. Lze ho také chápat jako hříčku s anglickým slovem passport – nebo jeho francouzským ekvivalentem passeport.

## Fiktivní životopis
Na začátku románu byl Passepartout najat Phileasem Foggem, neboť Foggův předchozí komorník 2. října 1872 dvacet osm minut po osmé hodině nesplnil jeho náročné požadavky. Passepartout, který žil nepravidelným a zcestovalým životem, se těší na klidné zaměstnání, protože Fogg je známý svými pravidelnými zvyky, které ho nikdy nezavedou dál než do Reformního klubu.
Během jeho prvního dne v práci se Fogg vsadí se svými přáteli v klubu, že uskuteční cestu kolem světa do 80 dnů, a Passepartout ho musí doprovázet. Kromě sázky má komorník další pobídku k rychlému dokončení cesty: nechal ve svém pokoji hořet plynovou lampu a vzniklé výdaje za plýtvaní plynem mu budou strženy z platu.
Během cesty hraje Passepartout potřebnou roli ve Foggových dobrodružstvích, například zachrání mladou ženu jménem Auda před nucenou satí a spřátelí se s policejním detektivem Fixem, který podezřívá Fogga z vyloupení banky. Passepartout se dozví o Fixově podezření, ale nechá si je pro sebe, protože se domnívá, že Fogg už má dost starostí se svou sázkou. Postupně však začne mít podezření, že Fogg možná zločin spáchal, vzhledem k mimořádnému utrácení, které jeho pán provádí během zoufalejších okamžiků cesty. Kvůli jeho mlčení však Fogg a Fix nikdy nemají příležitost případ probrat na neutrálním území. Fix se odhodlá a Fogga zatkne, jakmile se vrátí do Anglie. To Fogga kriticky zdrží, než je zproštěn viny. Přátelé dorazí do Londýna zdánlivě příliš pozdě a Passepartout propadne téměř sebevražednému zoufalství nad svou hloupostí.
Druhý den doma se Auda zasnoubí s Foggem, aby mu pomohla v jeho těžkém životě. Při hledání kněze, který by pár oddával, Passepartout zjistí, že je ve skutečnosti o den méně, než si myslel, protože výprava cestovala na východ přes mezinárodní datovou hranici. Jakmile se Fogg dozví o omylu, spěchá do Reformního klubu a dorazí právě včas, aby sázku vyhrál.
Fogg se ožení s Audou a čistý výtěžek z cesty rozdělí mezi Passepartouta a Fixe – avšak od Passepartoutova podílu neodečte náklady na použití plynového osvětlení.
Postava Passepartouta slouží ve vyprávění k několika účelům – jako postava z pohledu Verneových francouzských čtenářů a jako komická úleva, a to jak svými reakcemi na podivná místa a události, s nimiž se setkává, tak tendencí nechat se chytit do pasti, unést nebo přinejmenším v jednom případě ztratit.

## Další výskyt
- V románu Philipa José Farmera The Other Log of Phileas Fogg z roku 1973 je Passepartout pouze krycí jméno. Stejně jako Phileas Fogg je Passepartout ve skutečnosti agentem Eridanů, rasy mimozemšťanů skrývajících se na Zemi a stojících proti Capellanům, mezi jejichž služebníky patří kapitán Nemo a profesor Moriarty.
- V románu Kevina J. Andersona Captain Nemo: The Fantastic History of a Dark Genius z roku 2002 je spolu s kapitánem Nemem a Cyrusem Smithem jedním z úředníků zajatých Roburem během krymské války.

## V jiných médiích

### Film
- Ve filmové verzi Cesta kolem světa za osmdesát dní z roku 1919 hrál Passepartouta Eugen Rex.
- Ve filmové verzi Cesta kolem světa za 80 dní z roku 1956 hrál Passepartouta herec Cantinflas.
- Ve volněji adaptované filmové verzi Cesta kolem světa za 80 dní z roku 2004 byl Passepartout čínským uprchlíkem, jehož skutečné jméno zní Lau Xing a který si ho zvolil, aby se vyhnul zadržení britskými úřady. Hrál ho Jackie Chan.

### Televize
- V animovaném seriálu z roku 1972 mu propůjčil hlas Ross Higgins. Tato verze měla domácího mazlíčka opičáka jménem Toto.
- V animované adaptaci Willy Fog na cestě kolem světa z roku 1981, která zobrazuje herce jako antropomorfní zvířata, je Passepartout přejmenován na Rigadona (ačkoli v některých překladech se jmenuje Passepartout; v českém překladu je přejmenován na Barnabáše) a důraz je kladen na jeho původ bývalého cirkusového umělce, tedy na jeho touhu opustit životní styl, který zahrnuje mnoho cestování. Tato adaptace také Barnabáše obdařila společníkem v podobě Čika, jeho cirkusového partnera, který postavě nabízí někoho, s kým může komunikovat na své vlastní úrovni. V dabované anglické verzi seriálu namluvil Barnabáše Cam Clarke (v českém překladu pak Jiří Bruder).
- V televizním miniseriálu Cesta kolem světa za 80 dní z roku 1989 tuto roli ztvárnil Eric Idle.
- Ve filmu The Secret Adventures of Jules Verne ho hraje Michel Courtemanche.
- V animovaném seriálu Rocket! Take Us to the Moon. New From the Earth to the Moon[1] bylo nenápadně naznačeno, že Jean Passepartout má syna, kterého svěřil do péče Philease a Audy Foggových. Jeho syn je hlavní postavou seriálu, jeho spoluhráčkou a zároveň milostným zájmem je budoucí japonská dívka Matogawa Eri. Jeana Passepartouta namluvil Watanabe Kazušige (渡辺一茂), zatímco jeho syna namluvila Sakai Čika (酒井智加).
- V televizním seriálu Masterpiece Theatre společnosti PBS z roku 2021 ho hraje Ibrahim Koma.[2]

### Videohry
- Ve hře 80 Days z roku 2014, která vznikla na motivy této knihy, je Passepartout postavou hráče, který doprovází Philease Fogga po celém světě založeném na tom textovém, jehož děj je rozvětvený.
- Ve hře pro virtuální realitu „Walkabout Mini Golf“ je úroveň DLC založená na knize, kde v těžké verzi úrovně hráč hraje za Passepartouta a sbírá různé předměty pro Philease Fogga.